# Белоевский район
Белоевский район — упразднённая административно-территориальная единица в составе Коми-Пермяцкого национального округа, существовавшая в 1941—1959 годах. Центр — село Белоево.
Белоевский район был образован 13 января 1941 года в составе Коми-Пермяцкий национального округа Молотовской области. В состав район была передана часть территории Кудымкарского района.
По состоянию на 1945 года район делился на 13 сельсоветов: Батинский, Белоевский, Велвинский, Гуринский, Егвинский, Карбасовский, Кувинский, Кузьвинский, Новожиловский, Отевский, Ошибский, Перковский и Трапезниковский.
В 1955 году к Белоевскому району была присоединена часть упразднённого Кудымкарского района.
4 ноября 1959 года Белоевский район был упразднён, а его территория передана в восстановленный Кудымкарский район.